# Toolbox
Toolbox è il secondo album in studio da solista del cantante inglese Ian Gillan (già voce dei Deep Purple). Originariamente pubblicato solo in Europa, Giappone e Brasile con l'etichetta tedesca EastWest. Fu l'ultimo album di Gillan prima del suo secondo ritorno con i Deep Purple nell'agosto del 1992. Il successivo mastodontico tour di 10 mesi, che attraversò l'Europa e il Sud America, dimostrò che Ian Gillan dal vivo fosse un grande intrattenitore. Sebbene Toolbox non sia stato un grande successo commerciale, è considerato da molti uno dei migliori dischi di Gillan. L'album è stato finalmente distribuito negli Stati Uniti nel 1998.

## Tracce
Testi e musiche di Ian Gillan e Steve Morris tranne dove indicato.
1. Hang Me Out to Dry (Gillan, Leslie West) – 4:03
2. Toolbox – 4:15
3. Dirty Dog – 4:07
4. Candy Horizon – 4:17
5. Don't Hold Me Back – 4:37
6. Pictures of Hell – 3:56
7. Dancing Nylon Shirt (Part 1) – 3:39
8. Bed of Nails – 4:25
9. Gassed Up – 3:05
10. Everything I Need – 3:50
11. Dancing Nylon Shirt (Part 2) – 3:02